# Emily Dickson
Emily Dickson (* 23. Mai 1997 in Burns Lake) ist eine kanadische Biathletin.

## Herkunft
Emily Dickson wuchs in ihrem Geburtsort Burns Lake auf, zog aber wegen der besseren Trainingsmöglichkeiten nach Prince George und zuletzt nach Canmore um.

## Karriere
Ihre ersten internationalen Rennen bestritt Emily Dickson bei den Biathlon-Juniorenweltmeisterschaften 2013 in Obertilliach. Es folgten weitere Einsätze bei den Biathlon-Juniorenweltmeisterschaften 2014 in Presque Isle, den Biathlon-Junioreneuropameisterschaften 2015 in Otepää, und den Biathlon-Juniorenweltmeisterschaften 2016 in Cheile Grădiştei. Im Februar 2016 bestritt sie ihren ersten Wettkampf im IBU-Cup. Im Sprint von Brezno-Osrblie erreichte sie nach drei Schießfehlern nur den 64. Platz. In den folgenden beiden Jahren wurde sie weiterhin ausschließlich im IBU-Junior-Cup sowie bei Junioren-Europa- und Weltmeisterschaften eingesetzt. Erst in der Saison 2018/19 lief sie regelmäßig im IBU-Cup, konnte sich jedoch nur selten innerhalb der Punkteränge platzieren. Im Januar 2020 bestritt Dickson ihre ersten Wettkämpfe im Biathlon-Weltcup. Beim Sprint in Oberhof verfehlte sie als 46. nur knapp die Punkteränge. In dieser Saison wurde Dickson für die Biathlon-Weltmeisterschaften 2020 in Antholz nominiert. Mit einem 56. Platz im Sprintrennen konnte sie sich auch für das Verfolgungsrennen qualifizieren, das sie auf Rang 54 beendete. Im Staffelrennen wurde sie – gemeinsam mit Emma Lunder, Megan Bankes und Nadia Moser – Neunte und erreichte damit ihre erste Top-10-Platzierung im Weltcup.

## Auszeichnungen
- 2012: Pacific Sport: Rising star
- 2013: Pacific Sport: Athlete of the year
- 2013: Enbridge Northern Gateway Pipelines: Leading Spirits Youth Achievement Award
- 2014: Prince George Sports Hall of Fame: Youth Excellence Award[2]
- 2015: Prince George Citizen: Newsmaker of the Year[3]
- 2018 und 2019: Petro Canada FACE Grant[4]

## Statistik

### Weltcupplatzierungen
Die Tabelle zeigt alle Platzierungen (je nach Austragungsjahr einschließlich Olympische Spiele und Weltmeisterschaften).
- 1.–3. Platz: Anzahl der Podiumsplatzierungen
- Top 10: Anzahl der Platzierungen unter den ersten zehn (einschließlich Podium)
- Punkteränge: Anzahl der Platzierungen innerhalb der Punkteränge (einschließlich Podium und Top 10)
- Starts: Anzahl gelaufener Rennen in der jeweiligen Disziplin
- Staffel: inklusive Mixed- und Single-Mixed-Staffeln

| Platzierung              | Einzel | Sprint | Verfolgung | Massenstart | Staffel | Gesamt |
| ------------------------ | ------ | ------ | ---------- | ----------- | ------- | ------ |
| 1. Platz                 |        |        |            |             |         |        |
| 2. Platz                 |        |        |            |             |         |        |
| 3. Platz                 |        |        |            |             |         |        |
| Top 10                   |        |        |            |             | 1       | 1      |
| Punkteränge              |        |        |            |             | 5       | 5      |
| Starts                   | 1      | 4      | 1          |             | 5       | 11     |
| Stand: 31. Dezember 2021 |        |        |            |             |         |        |

### Olympische Winterspiele
Ergebnisse bei Olympischen Winterspielen:
|                                        | Einzelwettbewerbe | Einzelwettbewerbe | Einzelwettbewerbe | Einzelwettbewerbe | Staffelwettbewerbe | Staffelwettbewerbe |
| Sprint                                 | Verfolgung        | Einzel            | Massenstart       | Damenstaffel      | Mixedstaffel       |                    |
| -------------------------------------- | ----------------- | ----------------- | ----------------- | ----------------- | ------------------ | ------------------ |
| Olympische Winterspiele 2022 \| Peking | 81.               | –                 | 70.               | –                 | 10.                | –                  |

### Weltmeisterschaften
| Weltmeisterschaft | Weltmeisterschaft | Einzel | Sprint | Verfolgung | Massenstart | Staffel | Mixedstaffel | Single-Mixedstaffel |
| Jahr              | Ort               | Einzel | Sprint | Verfolgung | Massenstart | Staffel | Mixedstaffel | Single-Mixedstaffel |
| ----------------- | ----------------- | ------ | ------ | ---------- | ----------- | ------- | ------------ | ------------------- |
| 2020              | Antholz           | –      | 56.    | 54.        | –           | 9.      | 14.          | –                   |